# جون برنهارد
جون برنهارد هو مصور سويسري، ولد في 17 مايو 1957 في كانتون جنيف في سويسرا.